# Carsten Fichtelmann
Carsten Fichtelmann (* 18. Februar 1970 in Braunschweig) ist ein deutscher Spieleproduzent und Spieleverleger. Er ist der Gründer von Daedalic Entertainment und professioneller Spieleentwickler.

## Karriere
Carsten Fichtelmann studierte Betriebswirtschaftslehre an der Universität Lüneburg. Nach dem Studium begann er eine Tätigkeit als Journalist. In den späten 1990er-Jahren war er Chefredakteur der MediaDigest-Reihe und Geschäftsführer seiner eigenen Agentur CF Media. Nach Stationen bei MMM/Hamburg und der UFA Kinowerbung stieg er 2001 als PR- und Marketing-Director bei dtp entertainment ein. Dort war er später zusätzlich als Leiter des Produktmanagements tätig.
Anfang 2007 gründete er zusammen mit Jan Baumann das Unternehmen Daedalic Entertainment. Dort ist er seit Gründung Geschäftsführer. Daedalic entwickelte u. a. die Computerspiele Edna bricht aus, The Whispered World, A New Beginning, Harveys neue Augen, Das Schwarze Auge: Satinavs Ketten, Deponia, The Night of the Rabbit und Das Schwarze Auge: Blackguards. Fichtelmann fungiert bei Produktionen des Hauses Daedalic Entertainment im Regelfall als ausführender Produzent. Teilweise kommen aber auch, wie im Fall des Öko-Thrillers A New Beginning, die Ideen für neue Stoffe von ihm, oder er verleiht einem Charakter seine Stimme, so geschehen bei Edna Bricht Aus.
Im Mai 2014 erwarb die deutsche Verlagsgruppe Bastei Lübbe einen Mehrheitsanteil an Daedalic Entertainment. Nachdem die Beteiligung nicht die erhofften Erträge einbrachte, verkaufte Bastei Lübbe die Anteile im Buchwert von 4,9 Millionen Euro für 410.000 Euro zurück an Fichtelmann und Daedalic-Mitgeschäftsführer Stephan Harms. Im Februar 2022 verkauften Fichtelmann und Harms die Firma für mindestens 32 Millionen Euro an den französischen Mischkonzern Nacon.
Als Produzent gewann Fichtelmann 31-mal den Deutschen Entwicklerpreis, siebenmal den Deutschen Computerspielpreis der Deutschen Bundesregierung und der deutschen Industrieverbände GAME und BIU sowie mehrfach den Lara-Award und den Red Dot Design Award.
Von 2012 bis 2016 war Fichtelmann im Vorstand des „GAME Bundesverband der deutschen Games-Branche“. Er arbeitet auch als Dozent für Game Design an der HAW Hamburg und an der Hochschule Fresenius. Aus Produzentensicht betrachtet er seine Spiele als Autorenspiele. Fichtelmann gibt an, dass die Autoren bei Daedalic mit einer sehr weitreichenden kreativen Freiheit versehen werden würden.

## Ludografie (Auszug)
- Edna bricht aus (2008)
- The Whispered World (2009)
- A New Beginning (2010)
- Harveys neue Augen (2011)
- Das Schwarze Auge: Satinavs Ketten (2012)
- Deponia (2011)
- Chaos auf Deponia (2012)
- The Night of the Rabbit (2013)
- Das Schwarze Auge: Memoria (2012)
- Goodbye Deponia (2013)
- Das Schwarze Auge: Blackguards (2014)
- Deponia Doomsday (2016)
- Silence (2016)
- The Long Journey Home (2017)
- Die Säulen der Erde (2017)
- Gollum (2023)